# جيوسيبي فارينا
جيوسيبي فارينا، (جامبيلارا، 25 يوليو 1933) اشتهر برئاسة نادي بادوفا و نادي إيه سي ميلان لكرة القدم منذ عام 1982 و حتى عام 1986.